# Clube-empresa
Clube-empresa é um clube esportivo que ao invés de ser constituído juridicamente como uma associação civil sem fins lucrativos, é, ao contrário, uma empresa criada com o objetivo de lucro a partir dos esportes. Clubes-empresa são comuns no esporte estadunidense e em muitos países da Europa. No entanto, o fenômeno é raro na América do Sul.

## História
Historicamente, os clubes esportivos no mundo sempre se organizaram em organizações sem fins lucrativos, uma vez que a prática esportiva era essencialmente amadora, sem que houvesse o objetivo de lucro. Alguns países, por sua vez, fugiam dessa regra. Na Inglaterra, desde o início do século XX, os clubes já eram organizados como limited companies. Na Itália, em 1919, um grupo de acionistas criou a Unione Sportiva Salernitana, ancestral da atual Unione Sportiva Salernitana 1919, já na época operando como um clube-empresa.
Nos Estados Unidos, o sistema de ligas esportivas profissionais locais atua sob a forma de franquias, onde cada clube é uma empresa que detém um percentual das ações da liga, que é, por sua vez, uma empresa maior, que gere as competições entre suas afiliadas. Desta forma, pode-se afirmar que os clubes empresas naquele país são a regra. Nas grandes quatro ligas esportivas do país (NFL, MLB, NBA e NHL), apenas o Green Bay Packers não é uma empresa, possuindo um quadro de diretores eleitos por sócios. Ainda existem clubes sem fins lucrativos, tais como o New York Athletic Club, competindo em competições amadoras.

No Brasil, o primeiro clube-empresa foi o União São João Esporte Clube, de Araras, São Paulo. Inicialmente criado como uma associação sem fins lucrativos, se tornou um clube-empresa em 1994, ainda sob a vigência da Lei Zico (Lei nº 8.672, de 6 de julho de 1993), que facultava aos clubes de futebol transformarem-se em empresas. Com o advento da Lei Pelé´(Lei 9.615 de 24 de março de 1998), que revogou a Lei Zico, o que era facultativo passou a ser uma obrigatório, e todos os clubes de futebol profissional do Brasil deveriam necessariamente se tornarem empresas. O prazo para adaptação dos clubes a nova lei foi estendido para, posteriormente, mais um ano. No entanto, a Lei n° 9.981, sancionada em 2000, tornou a obrigatoriedade, novamente uma opção dos clubes.